# Klas Ingesson
Klas Inge "Klabbe" Ingesson, född 20 augusti 1968 i Ödeshög, Östergötlands län, död 29 oktober 2014 i Ödeshög, var en svensk fotbollsspelare och tränare. Ingesson spelade bland annat i IFK Göteborg, AS Bari och Bologna FC och gjorde 57 A-landskamper. Klas Ingesson var med i det svenska landslag som tog brons i VM 1994.

## Biografi

### Klubbkarriär
Klas Ingesson värvades från moderklubben Ödeshögs IK till IFK Göteborg 1986. Han debuterade i IFK Göteborg i slutet av säsongen 1987, och ingick i IFK Göteborgs ungdomsverksamhet innan debuten i A-laget. Han gjorde sin tävlingsdebut vid 19 års ålder den 10 oktober 1987 mot IFK Norrköping i en match i svenska mästerskapslutspelet som slutade 3–0. Ingesson tillbringade fyra säsonger i IFK Göteborgs A-lag och under sin tid där gjorde han 69 A-lagsmatcher och 17 mål. Ingesson vann SM-guld med Blåvitt 1987 och 1990.
Efter VM 1990 blev Ingesson proffs i belgiska KV Mechelen. Det blev dispyter mellan Ingesson och IFK Göteborgs Gunnar Larsson som menade på att man var muntligt överens med tyska Bayer Leverkusen. Ingesson föredrog Mechelen i Belgien som han bedömde som ett mindre men vettigare steg i karriärstegen. Problemet var att Mechelen bara ville betala mindre än hälften av vad Leverkusen var villiga att göra. IFK Göteborg ville sälja honom till Leverkusen som var villiga att betala tio miljoner kronor i övergångssumma. Schismen mellan Ingesson med rådgivaren Vincenzo Morabito och IFK Göteborg blev så infekterad att ärendet fick behandlas av Uefa (Europeiska fotbollsförbundet) och Fifa (fotbollens världsförbund). Båda instanserna bestämde att Ingesson fick gå till Mechelen för cirka 4,5 miljoner kronor.
Efter några motiga första månader lossnade spelet för Ingesson vid årsskiftet. Mechelen slutade på andra plats i ligan efter Anderlecht. Den gamle klubbkamraten Kennet Andersson kom till klubben sommaren 1991, men för honom gick det betydligt tyngre. De båda svenskarna togs ut till svenska EM-truppen 1992. Efter EM stannade Ingesson i Mechelen ytterligare en säsong.  
Sommaren 1993 lämnade han Belgien och gick till den nederländska storklubben PSV Eindhoven. De köpte loss svensken för 18 miljoner kronor, och han debuterade 15 augusti 1993 mot FC Groningen. I PSV gick det sämre för Ingesson. Han trivdes inte, fick skadeproblem och hade under våren svårt att ta en ordinarie plats i startelvan. 
Efter VM-bronset gick Ingesson den 1 september 1994 till Premier League då han skrev på ett 3-årskontrakt med Sheffield Wednesday FC. Han debuterade 10 september 1994 mot Nottingham Forest. Han gjorde 2 mål för klubben där det första kom mot Everton 26 december 1994, och det andra mot Arsenal den 4 februari 1995. Det blev blott 18 matcher i Premier League och 3 cupmatcher. Ingesson fick operera ljumskarna och tränaren Trevor Francis byttes ut mot David Pleat, som inte valde att satsa på Ingesson. Den 4 november 1995 spelade han sin sista match i Sheffield Wednesday, en 0–0-match mot Chelsea.
Den 9 november 1995 skrev Ingesson på för italienska AS Bari. Den italienska klubben betalade 1 miljon £ för svensken. Han debuterade i Serie A 19 november i en 0–3-förlust mot Padova. Ingesson trivdes mycket bättre i Italien och blev där en viktig spelare för klubben. I Bari återförenades Ingesson med Kennet Andersson. Laget åkte dock ur högsta serien, men Ingesson stannade kvar i Serie B och var med och tog upp laget i Serie A igen året därpå, och blev lagkapten. 
Efter 94 matcher med Bari valde Ingesson, sommaren 1998, att gå till Bologna och blev då lagkamrat med Kennet Andersson för fjärde gången. Det blev två säsonger för Ingesson i Bologna,där de största framgångarna var när laget vann Intertotocupen 1998 och gick till semifinalen i Uefa-cupen 1999. De italienska fansen älskade Ingessons hårda arbete på planen.
Efter åren i Bologna spelade Ingesson en säsong för franska Olympique de Marseille. Klubben led fortfarande av sviterna från en mutskandal några år tidigare. Han trivdes aldrig i Frankrike och blev utlånad till italienska US Lecce, men Ingesson avslutade proffskarriären 2001. Han motiverade det med att hans äldste son skulle börja skolan, och att Ingesson då inte ville bo och spela utanför Sverige. Han flyttade hem och varvade ner i moderklubben Ödeshögs IK i division 5.

### Landslagskarriär
Ingesson debuterade för det svenska landslaget, under förbundskaptenen Olle Nordin, den 31 maj 1989 mot Algeriet. Han byttes då efter 26 minuter in i landskampen på Eyravallen i Örebro och ersatte Robert Prytz. Sju minuter senare hade Ingesson gjort 1–0, och innan matchen var över hade han också gjort 2–0. Därefter var Ingesson mer eller mindre given i landslaget ända fram till avskedet 1998. De första matcherna efter debuten fick han inleda på bänken, men han avslutade landslagsåret 1989 som ordinarie på det svenska mittfältet. Ordinarie var han även i VM i Italien 1990 där han spelade på innermittfältet i alla tre gruppspelsmatcherna. 
När Tommy Svensson hade tagit över till EM 1992 på hemmaplan, fick Ingesson spela på en ovan position som högermittfältare i alla tre matcherna i gruppspelet. I semifinalen mot Tyskland var Stefan Schwarz avstängd, Ingesson spelade då på innermittfältet med Jonas Thern.  Ingesson delade rum på spelarhotellet med Anders Limpar som blev väldigt nära vänner.
Med endast sex dagar kvar till landslagssamlingen inför fotbolls-VM 1994 krockade Klas Ingesson med en älg utanför Tranås. Han fördes till Universitetssjukhuset i Linköping med en skada på en nackkota. Ingesson kom till VM-lägret med stödkrage. Med hjälp av idrottspsykologen Åke Fjellström hann han läka både mentalt och fysiskt lagom till VM-premiären.   
I VM spelade Ingesson samtliga matcher från start. Han tog ett stort defensivt ansvar och blev en viktig del i det landslag som tog brons i mästerskapet. Han satte också en av straffarna i kvartsfinalen mot Rumänien. Ingesson fick dock dålig kritik efter VM 1994, och han kände att han inte kunde göra sig själv rättvisa på sin yttre mittfältsplats. (I sitt klubblag spelade han centralt på mittfältet, men i landslaget konkurrerade han med Thern och Schwarz).  
Sedan Tommy Söderberg tagit över som förbundskapten slutade Klas Ingesson i landslaget. Hans sista landskamp var 0-4-förlusten mot Spanien den 25 mars 1998. Han nobbade en comeback i EM 2000.

### Efter proffskarriären
Ingesson drev senare kurser med överlevnadsinslag. Bland annat tränade IF Elfsborg att vara grupp under ledning av Ingesson. Han var även ordförande för sin moderklubb Ödeshögs IK. Under 2010 var han också tränare för klubbens A-lag i division 5 västra, Östergötland. 2011 fortsatte han sin tränarkarriär som ungdomstränare i IF Elfsborg.
Den 30 september 2013 presenterades Ingesson som IF Elfsborgs nya tränare. Han tog över efter Jörgen Lennartsson. I det arbetet fick han arbeta tillsammans med barndomskamraten från Ödeshög, Peter Wettergren, som hade uppdraget som assisterande tränare.

### Privatliv
Ingesson var gift och hade två söner. År 2009 diagnostiserades han med myelom, en sorts kronisk blodcancer. År 2014 avled han av sjukdomen. Det sista året i livet skrev han sina memoarer tillsammans med sportskribenten Henrik Ekblom Ystén. Boken utkom i mars 2015, under titeln Det är bara lite cancer.
Klas Ingesson blev 46 år och är begravd på Ödeshögs kyrkogård. 
Sedan 2017 arrangerar hans moderklubb Ödeshögs IK en ungdomscup till hans minne, Klas Ingessons minnescup. Cupen spelas där allt började: på Vättervallen i Ödeshög.

## Meriter
IFK Göteborg
- Allsvenskan: 1990
- Svensk mästare: 1987, 1990

Bologna
- Intertotocupen: 1998

Landslaget
- Landslaget: 57 matcher / 13 mål (1989–1998)
- VM i fotboll: 1990, 1994
  - VM-brons 1994
  - Svenska Dagbladets guldmedalj 1994 tillsammans med landslaget.
- EM i fotboll: 1992
  - EM-semifinal 1992